# Division zur Vergeltung
De Division zur Vergeltung (Duits voor: Divisie ter vergelding) (afgekort: Division z.V.) was een Duitse gecombineerde defensie-eenheid aan het einde van de Tweede Wereldoorlog, die verantwoordelijk was voor de inzet van onder meer V2's en later ook V1's. De eenheid bestond deels uit Wehrmachtsoldaten en deels uit soldaten van de Waffen-SS. Tevens waren er niet-militaire technici in deze eenheid werkzaam. De commandant van de Division zur Vergeltung was de SS'er Hans Kammler.

## Geschiedenis
Tot de aanslag op Hitler op 20 juli 1944 stonden de V-2 raketten onder bevel van de Wehrmacht. In de nasleep daarvan werd Heinrich Himmler tot Chef der Heeresrüstung en Befehlshaber des Ersatzheeres benoemd. Daardoor kwamen de V-wapens ook onder zijn bevel. In augustus 1944 bepaalde Himmler dat Hans Kammler de "bijzonder gevolmachtigde van de Reichsführer-SS voor het V2-programma" werd.
Deze laatste nam niet alleen de verantwoordelijkheid voor de productie, maar ook voor de inzet van de raketten. Ongeveer gelijktijdig gingen de lanceerinstallaties in Frankrijk, door de opmars van de geallieerde verloren. Na de verovering van Parijs werd deze stad naast Londen een van de belangrijkste doelwitten voor de V-wapens.
Begin september 1944 buiten beschouwing latend de eenheden die inzet van de V2:
1. Gruppe Nord (Groep noord)
- Artillerie-Abteilung 485
- Lehr- und Versuchsbatterie 444
- SS-Werfer-Abteilung 500

2. Gruppe Süd (Groep zuid)
- Artillerie-Abteilung 836

De divisie z.V. was betrokken bij de inzet van de V2. De divisie was gestationeerd in Haaksbergen. Groep noord vuurde op 7 september 1944 de eerste raketten op Parijs en Londen af. Kort daarna begon groep zuid met zijn aanvallen op Mons en Lille. Tussen Himmler en Kammler aan de ene kant en de Wehrmacht aan de andere kant kwam het tot een conflict. Daarbij hield de SS de overhand. De algehele leiding lag nog steeds bij Kammler.

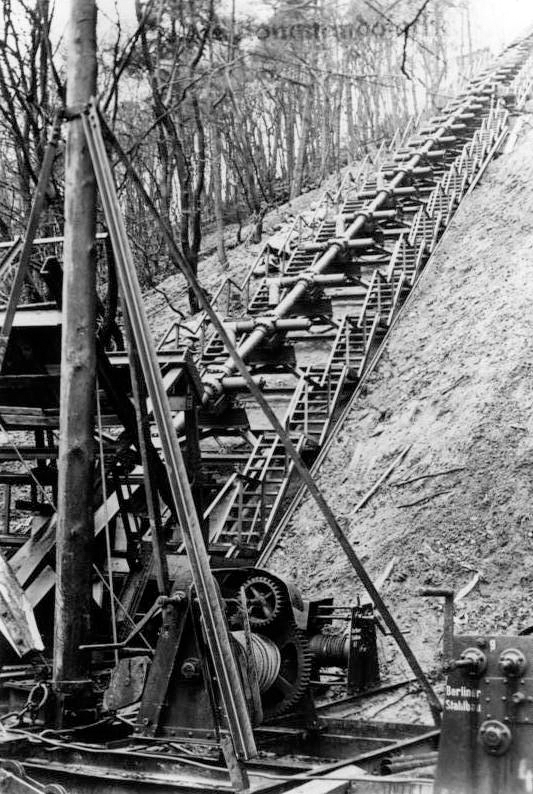
Prototype V3 kanon in 1942.

Het verzoek om de raketten tegen de oprukkende geallieerde troepen in te zetten, werd als weinig effectief beschouwd. Op bevel van Hitler werden vanaf oktober 1944 de V2's alleen nog maar tegen Londen en Antwerpen ingezet. Als bijkomende wapensysteem kwamen er twee V3's bij de Artillerie-Abteilung 785 in Trier en Rheinbote raketten voor de Artillerie-Abteilung (mot.) 709. Deze werden alleen maar tegen Antwerpen afgeschoten. De V3's werden alleen nog maar tegen Luxemburg ingezet. Met de het verder oprukken van de geallieerde, moesten de wapensystemen steeds verder naar het oosten verplaatst worden.
In januari 1945 werden het Flak-Regiment 155 van de Wehrmacht met de kruisvluchtwapen aan de divisie toegevoegd. In februari 1945 werd het legerkorps z.V. gevormd, waarmee alle Fernwaffe onder het commando van Kammler stonden.
De divisie was ingedeeld in:
- Artillerie-Abteilung 485 (V2)
- Lehr- und Versuchsbatterie 444 (V2)
- SS-Werfer-Batterie 500 (V2)
- Artillerie-Abteilung 836 (V2)
- Artillerie-Abteilung 705 (V3)
- Artillerie-Abteilung (mot.) 709 (Rheinbote)
- Flak-Regiment 155 (W) (V1)

Midden februari 1945 werd het inzetten van de V3's gestaakt. Het Artillerie-Abteilung 705 werd nu uitgerust met V2's. In dit verband kwam het tot naamswijziging van de deelnemende eenheden. Uiteindelijk kwam het op grond van de algemene situatie niet meer tot een versterking. De laatste V-2 werd in maart 1945 afgeschoten. Korte tijd later werd ook de laatste V-1 afgeschoten. Begin april 1945 gaf Hitler het bevel dat er geen springstof meer beschikbaar voor de Fernwaffe gesteld werd. De divisie werd omgebouwd tot een panzergrenadiereenheid, maar deze kwam niet meer in actie.
Divisie z.V. heeft in het totaal 3170 V2 en ongeveer 22.400 V1 afgeschoten.

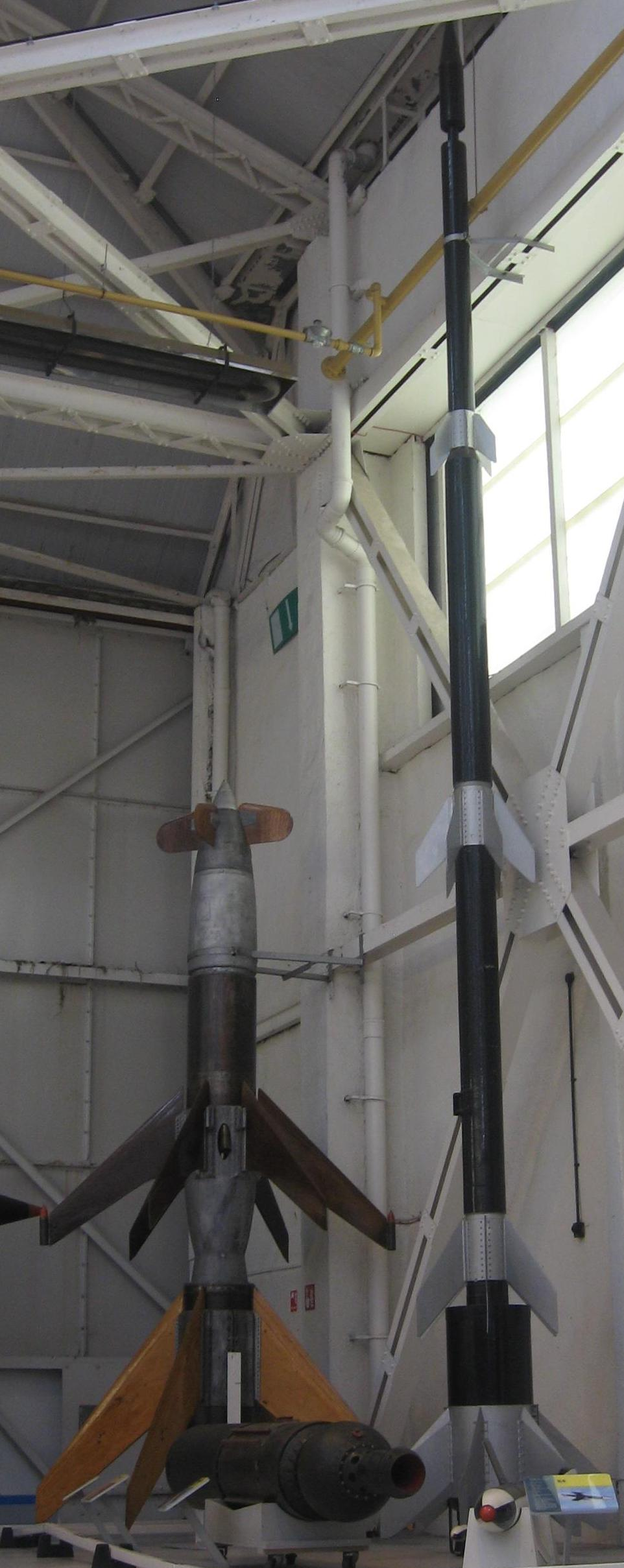
Drie Duitse WWII raketten: een Rheinbote (rechts), een Rheintochter R1 (links), en een gedeeltelijke Rheintochter R3 (midden, horizontaal).

## Oorlogsmisdaden en het einde van de oorlog
Het Landgericht Arnsberg stelde in 1957/1958 vast dat de staf van de divisie zich sinds in september of oktober 1944 in het Sauerland Suttrop bevond. Kammler bouwde de machtsbasis van de SS verder uit. Alle leidinggevende posities werden nog door leden van de Waffen-SS bezet. Ook het divisiegerechts bestond alleen nog maar uit leden van de SS. Tussen het personeel van de Wehrmacht en de SS bestonden spanningen. De soldaten van de Wehrmacht hadden een voortdurend het gevoel van controle en bedreiging. Op bevel van Kammler, hebben leden van de staf deelgenomen aan het bloedbad in het Arnsberger Wald in maart 1945. Daar werden 208 dwangarbeiders vermoord. De staf verplaatste zich nog naar het hedendaags Nedersaksen, om niet in de handen van het Rode Leger te vallen. Zij gaven zich over aan de Amerikanen.

## Onderscheidingen

### Houders van het Duitse Kruis in goud
- Oberst Ludwig Hohmann op 30 december 1944, Einsatzstab 2/Div. z.V. Reichsführer SS[8][2]
- SS-Gruppenführer en Generalleutnant der Waffen-SS Hans Kammler op 28 november 1944, commandant van de Div. z.V.[9][2]
- Hauptmann Jürgen Müller op 22 december 1944, Versuchsbatterie 444[10][2]
- Hauptmann Hans-Klaus Neusch, op 22 december 1944, 2./Art.Abt. 485 (mot)[11][2]
- Major Bernd von Ploetz op 30 december 1944, Gruppenleiter Reichsführer SS Sonderbev. 2 (Div. z.V.)[12]
- Hauptmann Götz Salomon op 22 december 1944, 1./Art.Abt. 485 (mot)[13][2]